# HD 205417
HD 205417，又名CP-65 3937，SAO 255040、HR 8249，是一颗恒星，视星等为6.2，位于銀經328.1，銀緯-41.63，其B1900.0坐标为赤經21h 30m 4.1s，赤緯-65° -41.63′ 18″。